# Anthony Magnier
 (décembre 2016).
Pour les articles homonymes, voir Magnier.
Anthony Magnier, né le 3 août 1972 à Courbevoie, est un metteur en scène et comédien français.

## Biographie
En 1995, il crée la compagnie Théâtrikül avec Stephan Debruyne. Influencé par Dario Fo, Ariane Mnouchkine et Philippe Caubère, et passionné de Commedia dell'Arte, il monte et interprète une adaptation masquée des Fourberies de Scapin de Molière pour deux comédiens et un musicien, il met en scène ensuite son premier texte original L’orphelin des Limbes, spectacle entièrement masqué qui raconte de manière allégorique la mort du personnage d'Arlequin et sa transformation en acteur à visage découvert.
En parallèle, il poursuit sa carrière de comédien et devient assistant du metteur en scène Carlo Boso.

## La Compagnie Viva

### Fondation
En 2002, Anthony Magnier regroupe autour de lui une famille de comédiens et créé la troupe Viva dont il devient directeur artistique, metteur en scène et comédien.
Le travail d'Anthony Magnier consiste à créer un pont entre la forme « all improviso » et celle du texte classique écrit. Les comédiens doivent en permanence donner l'impression d'improviser le texte et les situations, le rapport au public est direct et l'accent est mis sur la dimension populaire des œuvres.
Il crée L'Illusion comique de Pierre Corneille qui trouve un point d’union entre la fantaisie, le comique, la liberté du théâtre de tréteaux et la puissance, la précision et la profondeur du texte du poète. S'ensuit alors une période classique où Anthony Magnier travaille à réadapter de grands textes du répertoire avec l'idée d'en bousculer les codes de mises en scène en s'appuyant sur l'énergie spécifique du théâtre de tréteaux.
En parallèle, il monte un seul en scène, retrouvant ses premières influences théâtrales : Philippe Caubère et Dario Fo : L’Histoire du Tigre de ce dernier retournant à la base même du théâtre populaire : la jonglerie. Le spectacle, en tournée en 2012, se joue avec succès dans toute la France aussi bien qu’à l’étranger (Égypte, Belgique, Tunisie…).
En 2010, la création de Cyrano de Bergerac continue cette exploration du texte classique en ouvrant de nouvelles portes esthétiques. C’est le premier spectacle véritablement tragique que monte Anthony Magnier. Il rencontre un vrai succès au Festival d'Avignon.

## Théâtre

### Metteur en scène et comédien
- 1995 : Fourberies (rôle de Scapin), d’après Molière, mise en scène Anthony Magnier - Cie Théatrikül, Arènes de Nanterre
- 1996 : L’Orphelin des Limbes texte et mise en scène Anthony Magnier - Cie Théatrikül
- 2003 : La Princesse Folle (rôle de Kassam II), d'après Flaminio Scala, mise en scène Carlo Boso et Anthony Magnier - Cie Viva la commedia, Festival d'Avignon 2003, 2005, 2006 et 2007 Vingtième Théâtre
- 2004 : L'Illusion comique (rôle de Matamore) de Corneille, mise en scène Anthony Magnier - Cie Viva la commedia, Festival d'Avignon 2005, 2006, 2007 et 2008, Vingtième Théâtre
- 2005 : L'Histoire du Tigre (seul en scène) de Dario Fo, mise en scène Anthony Magnier - Cie Viva la commedia, Théâtre du Lucernaire, Festival d'Avignon 2005, 2006, 2007 et 2008
- 2005 : Bellissimo (rôle du Capitaine Spavento) écriture et mise en scène Anthony Magnier - Cie Viva la commedia, Vingtième Théâtre, Festival d'Avignon 2006, 2007 et 2008
- 2007 : Le Songe d'une nuit d'été de William Shakespeare, traduction et mise en scène Anthony Magnier - Cie Viva la commedia, Festival d'Avignon 2007, 2008 et 2009, Théâtre de Ménilmontant
- 2008 : Tartuffe (rôle de Tartuffe) de Molière, mise en scène Anthony Magnier - Cie Viva la commedia, Théâtre de Ménilmontant, Festival d'Avignon 2009 et 2010
- 2009 : Hamlet or not Hamlet d'après William Shakespeare, texte et mise en scène Anthony Magnier - Cie Viva la commedia, Festival d'Avignon 2009 et 2010, Théâtre de Ménilmontant
- 2010 : Les Femmes savantes de Molière, mise en scène Anthony Magnier - Festival d'Avignon 2010[5]
- 2010 : Cyrano de Bergerac (rôle de Cyrano) d'Edmond Rostand, mise en scène Anthony Magnier - Cie Viva la commedia, Festival d'Avignon 2011
- 2011 : Dom Juan (rôle de Dom Juan) de Molière, mise en scène Anthony Magnier - Cie Viva la commedia
- 2012 : Les Deux Jumeaux vénitiens (rôle de Tonino et Zanetto) de Carlo Goldoni, mise en scène Anthony Magnier - Cie Viva la commedia
- 2014 : Un fil à la Patte (rôle du Général Irrigua) de Georges Feydeau, mise en scène Anthony Magnier - Cie Viva la commedia
- 2015 : Andromaque (rôle de Pyrrhus) de Jean Racine, mise en scène Anthony Magnier - Cie Viva la commedia
- 2016 : Othello de William Shakespeare, traduction, adaptation et mise en scène Anthony Magnier - Cie Viva la commedia - création et Festival d'Avignon 2016
- 2016 : On purge Bébé de Georges Feydeau, mise en scène Anthony Magnier - Cie Viva - création et Festival d'Avignon 2016
- 2017 : Roméo et Juliette de William Shakespeare, traduction, adaptation et mise en scène Anthony Magnier - Cie Viva
- 2018 : Le Misanthrope de Molière (rôle d'Alceste) - Cie Viva
- 2019 : Le Dindon de Feydeau - rôle de Pontagnac - Cie Viva
- 2020 : L'École des Femmes de Molière - Cie Viva
- 2021 : Beaucoup de Bruit pour Rien de Shakespeare - traduction, adaptation et mise en scène Anthony Magnier - Compagnie Viva
- 2021 : Le Chapeau de Paille d'Italie (Opéra de Nino Rota d'après Labiche) - Direction Musicale Jacques Mercier - mise en scène Anthony Magnier - Opéra de Metz
- 2022 : La Puce à l'Oreille de Feydeau - adaptation et mise en scène Anthony Magnier - Compagnie Viva
- 2023 : Le Renard et la Terre d'Anthony Magnier - mise en scène Anthony Magnier - Compagnie Viva
- 2023 : Les Fourberies de Scapin de Molière - mise en scène Anthony Magnier - Compagnie Viva
- 2024 : Un Fil à la Patte de Feydeau (reprise) - rôle d'Irrigua - mise en scène Anthony Magnier - Compagnie Viva

### Comédien
- 1993 : Caligula (rôle de Scipion) d’Albert Camus, mise en scène Michel Mourterot - Théâtre des Loges
- 1994 : Le Misanthrope (rôle d'Oronte) de Molière, mise en scène Michel Mourterot - Théâtre des Loges
- 1996 : Quai Nord (rôle de Branco), mise en scène Carlo Boso - Cie du Mystère Bouffe (Commedia all’improvviso), Théâtre Trévise
- 1997 : La Folie d'Isabelle (rôle de Zanni), mise en scène Carlo Boso - Cie du Mystère Bouffe (Commedia all’improvviso), Théâtre Trévise
- 1998 : Todas a una (rôle d'Esteban), de et par David Arribe - Cie de la Mandarine (collectif d’anciens élèves de l’école de la rue Blanche - ENSATT), Espace Kiron
- 1998 : Les Amants de Vérone (rôle de Tybalt), Mise en scène Carlo Boso - Cie du Mystère Bouffe (Commedia all’improvviso), Festival d'Avignon 2000 et 2002
- 1999 : Max et Gilberte (rôle de Max) de Serge Kribus, Mise en scène Natacha Blumenthal - Cie Odyssée
- 1999 : Scaramouche (rôle du Baron Allemand), Mise en scène Carlo Boso - Cie du Mystère Bouffe (Commedia all’improvviso), Festival d'Avignon 2001 et 2002, Festival de Réus (Espagne)